# Coxiella
Coxiella – rodzaj bakterii Gram-ujemnych należący do rodziny Coxiellaceae. Najbardziej znanym gatunkiem z tego rodzaju jest Coxiella burnetii – patogen wywołujący gorączkę Q u ludzi i zwierząt.

## Charakterystyka
Bakterie z rodzaju Coxiella to małe, pleomorficzne pałeczki Gram-ujemne. Wyróżniają się zdolnością przetrwania w trudnych warunkach środowiskowych dzięki tworzeniu form przetrwalnych (tzw. ciałka SCV – small cell variant). Są obligatoryjnymi pasożytami wewnątrzkomórkowymi – namnażają się głównie w fagolizosomach komórek gospodarza.
Coxiella burnetii ma unikalną zdolność przetrwania w środowisku zewnętrznym, co odróżnia ją od wielu innych wewnątrzkomórkowych bakterii. Potrafi również przeżyć w kwaśnym środowisku fagolizosomu.

## Występowanie
Bakterie te występują na całym świecie. Rezerwuarem C. burnetii są głównie ssaki hodowlane – bydło, owce i kozy. Zakażenie ludzi następuje najczęściej drogą wziewną przez wdychanie skażonego aerozolu pochodzącego z produktów odzwierzęcych (łożysko, mleko, kał, mocz).

## Znaczenie medyczne
Coxiella burnetii jest czynnikiem etiologicznym gorączki Q – choroby zakaźnej, która może przebiegać w postaci ostrej lub przewlekłej. Ostra postać objawia się najczęściej jako grypopodobne zapalenie płuc lub wątroby. Przewlekła forma, rzadziej występująca, może prowadzić do zapalenia wsierdzia i innych poważnych powikłań.
Zakażenie może być bezobjawowe u wielu osób. Diagnostyka opiera się na badaniach serologicznych (np. ELISA) oraz metodach molekularnych (PCR).

## Gatunki
Rodzaj Coxiella zawiera tylko jeden ważny klinicznie gatunek:
- Coxiella burnetii – czynnik etiologiczny gorączki Q

## Historia
Coxiella burnetii została niezależnie odkryta w latach 30. XX wieku przez Harolda Coxa i Franka Burneta – od ich nazwisk pochodzi nazwa rodzaju i gatunku.